# Szabó Ferenc (esperes)
Szabó Ferenc (Nagybecskerek, 1843. november 12. – Nagybecskerek, 1905. április 19.) római katolikus esperes-plébános, történész, országgyűlési képviselő.

## Élete
Középiskoláit szülővárosában és Szegeden, a teológiát Temesvárt végezte. 1866-ban pappá szentelték és előbb mint segédlelkész hat évig, azután mint plébános 19 évig működött. 1897-ben Nagybecskereken plébánossá választották meg. Behatóan foglalkozott nép- és földrajzi tanulmányokkal; szerkesztette és kiadta a Történeti, Nép- és Földrajzi Könyvtár című gyűjteményt, amelyből 80 kötet jelent meg és körülbelül 110 000 példánya osztatott szét ingyen az ország minden felekezetű és nemzetiségű tanintézetében. Ő Felsége 1898. június 23-án a Ferenc József-rend lovagkeresztjével tüntette ki; ugyanazon év november 19-én pedig a Boldogságos Szűz Máriáról nevezett bizerei címzetes apátságot kapta. Az 1901. évi választások alkalmával szabadelvű program alapján Nagybecskereken országgyűlési képviselővé választották.

## Munkái
- A legújabb kor története. I. Napoleon bukásától III. Napoleon bukásáig 1815-1871. Menzel, Springer, Horváth s mások művei után átdolgozta. Bpest, 1879-80. Négy kötet. (2. kiadás. Nagy-Becskerek, 1899. két kötetben.)
- Európa története a franczia forradalom kezdetétől a bécsi congressusig (1789-1815.) Menzel, Weisz, Horváth, Springer és mások művei után írta. Nagy-Becskerek, 1890. Két kötet.
- Világtörténet. Irta Weisz Ker. János. A harmadik javított kiadás után többek közreműködésével ford. és kiadta. Temesvár és Nagy-Becskerek, 1897-1905. Huszonegy kötet.